# Psapharochrus penrosei
Psapharochrus penrosei là một loài bọ cánh cứng trong họ Cerambycidae.